# Han Fei
Han Fei (279 v. Chr. - 233 v.Chr.) was een Chinese geleerde tijdens de Periode van de Strijdende Staten. Hij wordt als een van de grondleggers van het legalisme beschouwd.

## leven
Han Fei was afkomstig uit de staat Han en een student van Xun Zi. Om de neergang van Han tegen te gaan, had hij een aantal ideeën ontworpen die door de koning werden verworpen. De koning van de staat Qin stond wel open voor zijn ideeën. Toen Han Fei zich in Qin had gevestigd, werd hij vermoord door Li Si. Zijn geschriften zijn bewaard gebleven in het boek Han Fei Zi, waarin hij zich in de delen 'Vooraanstaande Scholen van Studie' en 'Vijf Kwaden' kritisch uitlaat over de ideeën van vroegere filosofen.

## leer
Han Fei zag de loop van geschiedenis als een constante progressie door het menselijk vernuft. In de vroege oudheid hadden wilde dieren de overhand en vond de wijze Youchao de boomhut uit om in veiligheid te leven. Een andere wijze, Suiren vond het vuur uit, zodat gekookt en beter gegeten kon worden. Ten tijde van de Xia-dynastie lukte het de wijzen Gun en Yu om een grote overstroming tegen te houden. Zij zouden lachen om mensen die nog in boomhutten zouden wonen. Koning Jie van Xia gedroeg zich als een tiran en werd verdreven door koning Tang van Shang. Toen in de late oudheid koning Zhou van Shang zich als een tiran gedroeg werd die verdreven door koning Wu van de Zhou. De koningen Tang en Wu zouden iedereen hebben uitgelachen die het tegenhouden van overstromingen nog als hoogste prioriteit zouden zien. Han Fei stelde vervolgens dat iemand die in zijn tijd Gun, Yu of koning Tang of Wu nog als wijze zou zien, onmiddellijk zou worden uitgelachen. De les die hieruit volgens Han Fei getrokken moest worden, was dat het geen zin heeft om terug te verlangen naar het verleden of regels uit die tijd over te nemen. Maatregelen zouden moeten worden genomen op basis van de heersende sociale omstandigheden.
Han Fei schreef vooral vanuit het perspectief van de heerser. Zo waarschuwde hij ervoor dat de vrouwen en minnaressen van de heerser het plan kunnen vatten hem te doden zodra ze ouder worden en de heerser niet meer met hun schoonheid kunnen inpalmen. De heerser moet dit afwenden door gebruik te maken van manipulatie. De confucianistische notie dat heerser onderworpen was aan deugd en rituelen verwierp Han Fei. Alleen door gebruik te maken van heldere wetgeving, verboden en straffen kan een samenleving worden gestuurd. Zoals ouders hard moeten zijn voor hun kinderen, moeten heersers dat voor hun onderdanen zijn.
Het gezag moest volgens Han Fei versterkt worden door effectief gebruik te maken van een combinatie van geschreven wetgeving uitgevaardigd door de monarch, tactiek en macht. Wetgeving en tactiek zijn voor de almachtige monarch even belangrijk; de eerste voor stabiliteit en de tweede om de macht van de hoogwaardigheidsbekleders in toom te houden. Met zijn pleidooi voor hervormingen in het belang van de heerser, schreef Han Fei het belangrijkste werk van het legalisme.
- Bibsys: 90112439
- Biblioteca Nacional de Chile: 000497572
- Bibliothèque nationale de France: cb12067873s (data)
- Catàleg d'autoritats de noms i títols de Catalunya: 981058595101106706
- CiNii: DA02682342
- Gemeinsame Normdatei: 118545531
- International Standard Name Identifier: 0000 0001 2129 8609
- Library of Congress Control Number: n81082486
- Nationale Bibliotheek van Letland: 000200129
- Bibliotheek van het Japanse parlement: 00417688
- Nationale Bibliotheek van Tsjechië: jx20110505003
- Nationale bibliotheek van Australië: 36605890
- Nationale Bibliotheek van Israël: 987007262332205171
- Nationale Bibliotheek van Polen: a0000003619418
- Nederlandse Thesaurus van Auteursnamen: 140125876
- Réseau des bibliothèques de Suisse occidentale: 02-A000078259
- Istituto Centrale per il Catalogo Unico: SBLV097058
- LIBRIS: 59102
- Système universitaire de documentation: 030695376
- Trove: 1322731
- Virtual International Authority File: 41969338
- WorldCat: E39PBJwd9bKtt33JfQk4FqWCcP